# Peter Schoeffer
Peter Schöffer (Gernsheim, c. 1425 - Magúncia, 1503) va ser un impressor alemany que va col·laborar amb Johannes Gutenberg. Posteriorment va obrir una impremta a Magúncia amb Johannes Fust, advocat i sogre de Schoeffer. A més va idear la regleta i les notes marginals i, per primera vegada, va imprimir en color els títols i en utilitzar un joc d'inicials dissenyades especialment en comptes de deixar buits perquè els il·luminadors les poguessin dibuixar a mà. Se li deu la impressió de la Bíblia de 42 línies (1542).

## Formació
Peter Schöffer es va formar intel·lectualment a partir del 1449 a la Universitat de París, durant els seus estudis també va ser copista de manuscrits. Va desenvolupar la seva maduresa professional a Lió, un dels centres europeus de la indústria bibliogràfica del segle xv. Com a cal·lígraf de professió tenia coneixements profunds de geometria i dels sistemes de proporcions pitagòrics, matèries que li proporcionaven un coneixement profund sobre «l'art d'escriure» i la morfologia de les lletres cal·ligràfiques.
L'any 1455 ja havia tornat a la seva Alemanya natal i estava treballant amb Gutenberg com a empleat.

## Impressions junt amb Gutenberg: Bula papal
Alguns dels primers impresos que van aparèixer amb la invenció de la impremta són datats aproximadament l'any 1454. Un d'ells és una butlla d'indulgències atorgada pel Papa Nicolau V per ajudar Xipre en la seva lluita contra els turcs. Hi ha diverses versions d'aquesta butlla. Una està composta en trenta línies i n'existeix un altre composta en trenta-i-ú. Aquesta primera de trenta línies es pot atribuir al treball de Gutemberg, Fust i Schöffer, ja que el tipus d'escriptura utilitzada als encapçalaments és la mateixa que s'utilitza a la Bíblia de 42 línies feta per Fust i Schöffer. Altres parts de la butlla estan escrites amb una tipologia d'escriptura coneguda com a B36, la qual se sap que utilitzava Gutemberg. Aquest primer imprès es va fer quan l'associació entre Gutemberg, Fust i Schöffer encara funcionava.

## Impressions importants: la Bíblia de 42 línies
El primer llibre imprès, pròpiament dit, va ser la Bíblia llatina –la primera de totes les edicions impreses de les sagrades escriptures– en què Schöffer va tenir un paper molt important. Aquesta Bíblia, també és anomenada Bíblia Mazarina, ja que el cardenal Mazarino va ser el primer al qual li va cridar l'atenció i la va demanar. Va ser una obra monumental preparada per ser llegida a l'església. No està datada però segons els estudiosos es va acabar entre 1455 i 1456. Aquesta Bíblia llatina del taller de Fust & Schöffer és un llibre atractiu, imprès en la lletra gòtica textura, ja utilitzada en els textos de la Butlla d'indulgències de 30 línies de 1454 del Papa Nicolau V (una de les primeres impressions en les quals va col·laborar Schöffer). També se la coneix com a Bíblia de 42 línies, ja que la majoria dels exemplars coneguts són de 42 línies per columna.
No se sap amb certesa si Gutemberg té alguna cosa a veure amb la impressió d'aquesta Bíblia, hi ha indicadors que porten a especular que Gutemberg va treballar en ella a les primeres etapes, però la major part està impresa per Fust i Schöffer. Aquesta Bíblia segurament va ser costosa perquè entre els dos volums sumen 1.282 fulls, tots impresos a vitels.
Aquestes bíblies es van mantenir en secret, fins que Fust va viatjar a París per vendre'n alguns exemplars com a manuscrits. Però en ser observades les mateixes errades en totes les còpies es va deduir que eren impreses en sèrie, el que feia sospitar d'un art màgic, pel qual Fust va ser detingut i va ser víctima d'un procés judicial, acusat de complicitat amb el diable. Cosa que sembla que va inspirar Goethe, per escriure el seu famós Faust.
Poc després d'aquesta va aparèixer la Bíblia de 36 línies, caracteritzada per tenir 36 línies per columna, és a dir, era molt més petita. El seu origen encara és motiu d'especulació però es creu que l'impressor en va ser Gutemberg, per la tipografia que utilitzava.

## Associació Fust & Schoeffer: els seus orígens
La firma d'impressors de Fust & Schöffer apareix a partir d'una disputa entre Gutenberg i els seus col·laboradors Johann Fust i Peter Schoeffer.
Gutenberg cap a 1449 es va trobar amb un dels grans obstacles que perjudiquen a tot inventor, els diners. L'escassetat de fons per poder continuar amb el seu projecte el van portar a demanar un préstec al seu advocat Johann Fust, entre d'altres. En el primer préstec que li va proporcionar Fust, aquest li va donar 800 florins tenint com a garantia l'equip de treball de Gutenberg, però aquests diners els va gastar ràpidament i Gutemberg va haver de demanar al seu advocat un altre préstec. Fust conscient de la importància del treball de Gutenberg li torna a prestar 800 florins però amb la condició que l'havia d'admetre com a soci de l'empresa del “treball dels llibres” i li havia d'assignar una part dels beneficis de la impremta.
La cosa no va sortir bé, ja que el 6 de novembre de 1455 Fust va demandar a Gutenberg; li havia de tornar els dos préstecs amb els respectius interessos, ascendint així a una xifra de 2.026 florins, així és com va començar un procés judicial.
Després del Judici, el qual va guanyar Fust, Gutenberg va haver de liquidar la societat que havia creat i amb la meitat de les vendes que obtindria amb la Bíblia i altres obres podria pagar la quantitat acordada a Fust. A més, com a conseqüència d'aquesta sentència, la major part de les seves premses i tipus van passar a Schoeffer. Fust va veure el clar negoci que suposava la impremta, així que amb l'ajuda de Peter Schöffer, antic col·laborador a la impremta de Gutenberg, va establir la futura i prospera associació Fust & Schöffer.
Un any després, el 1456, Fust i Schoeffer es van separar de Gutenberg, ells van continuar imprimint en societat. Van imprimir obres com el Psalmorum Còdex l'any 1457, que va ser la primera obra amb colofó, la Bíblia l'any 1462, Cicerón l'any 1466, entre d'altres.

## ElSaltiri llatí: primer llibre que indica el nom dels impressors, la data i lloc
L'associació Fust & Schöffer va ser la primera impremta que va introduir els noms dels impressors, el lloc i la data d'impressió en un dels seus llibres. El primer llibre en el qual ho van introduir va ser un Saltiri llatí. Aquest era imprès amb una gran textura i en dues mides- 20 línies per pàgina pels Salms, els Càntics, i el Credo i 24 línies per pàgina per les Oracions i les qüestions litúrgiques. En una anotació del final del llibre hi apareixen les referències dels impressors del llibre i la data i lloc de la impressió en llatí amb el següent contingut:
| « | Per Iohannem fust Civem magnantium Et Petrum Schoofer de Gernszheim. Anno domini Millesimo. In vigilia Assumpcionis | » |

Els aspectes més destacats del llibre són les seves magnífiques capitals de colors vermells, porpra clar i blau. Les parts en color normalment es feien de manera separada a les normals, però el Saltiri de Schöffer dona la sensació que es va fer simultàniament, ja que la impressió és massa perfecta.
El Saltiri es va publicar de dues formes, una de 143 fulls i una altra amb 32 fulls addicionals que contenen l'ofici de difunts i altres oracions, totes dues fetes en vitels.

## El gran èxit de Schöffer: ElRationale Divinorum de Gulielmus Duranti

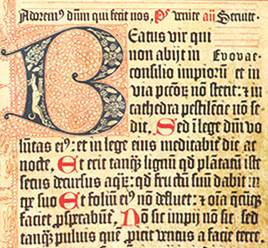
Lletres capitals vermelles i grises que va incorporar Schöffer.

El Rationale Divinorum de Gulielmus Duranti va ser un dels llibres que va imprimir Schöffer, juntament amb Fust. La impressió d'aquest llibre va suposar un gran avenç per a la impremta del moment.
Schöffer es va adonar que el tipus de tipografia que utilitzava, tant aquella utilitzada a la Bíblia de 42 línies com la utilitzada al Saltiri, tan idònies per als llibres de culte, no resulten pràctics per a tota mena de llibres. Sense una tipografia menor seria impossible imprimir volums que tinguessin gran quantitat de text mantenint el nombre de pàgines dins d'uns límits raonables. La solució aquest problema era dissenyar una tipografia que amb la qual es pogués escriure 60 línies o mes, per columna, en una pàgina a doble columna. A partir d'aquí, la impremta de Schöffer va acabar el 6 d'octubre de 1459 el Rationale divinorum de Gulielmus Duranti, un infoli de 160 fulls, imprès en una tipografia que més tard es coneixeria amb el nom de “Durandus”.
Les lletres capitals del llibre es van imprimir en vermell i en un gris pàl·lid, i les lletres capitals més petites la gran majoria estan impreses en vermell.
Se li atribueix el gravat de la tipografia a Peter Schöofer, el qual havia sigut un gran cal·lígraf abans de convertir-se en impressor.
Després que morís Fust l'any 1466 en un viatge de negocis a París, Schoeffer, va continuar imprimint obres amb una perfecta execució tipogràfica com el Valerio el 1471, les Meditacions de Turrecremata el 1474, Santa Maria. Dialogos el 1478.